# Оленовка (Харьковская область)
Оленовка (укр. Оленівка) — село, Крестищенский сельский совет, Красноградский район, Харьковская область, Украина.
Код КОАТУУ — 6323381503. Население по переписи 2001 года составляет 80 (34/46 м/ж) человек.

## Географическое положение
Село Оленовка находится в 4-х км от реки Камышеваха, примыкает к селу Украинка. По селу протекает пересыхающий ручей с запрудами. На расстоянии в 1 км проходят автомобильные дороги М-18 и Р-51.

## История
- 1849 — дата основания.

## Экономика
- Птице-товарная ферма.